# Suede
Suede (також відомий у США як The London Suede) — англійський рок-гурт, створений в Лондоні в 1989 році. До складу гурту входять співак Бретт Андерсон, гітарист Річард Оукс, басист Мет Осман, барабанщик Саймон Гілберт і клавішник/ритм-гітарист Ніл Кодлінг.
У 1992 році Suede були названі Melody Maker «Найкращою новою групою Британії» і привернули велику увагу британської музичної преси. Наступного року їхній дебютний альбом Suede піднявся на вершину британського чарту альбомів, ставши найбільш продаваним дебютним альбомом за майже десять років. Він отримав премію Mercury Music Prize і допоміг розвинути бритпоп як музичний рух, хоча гурт дистанціювався від цього терміну. Сесії запису їхнього другого альбому Dog Man Star були пов’язані з труднощами і закінчилися тим, що гітарист Бернард Батлер пішов після конфлікту з іншими учасниками. Альбом був завершений без Батлера, і група гастролювала із Річардом Оуксом. Попри комерційне розчарування на той час, альбом зустріли із загалом ентузіазмом під час випуску і з часом платівка була оцінена як один із великих альбомів рок-музики. У 1994 році Suede визнаний частиною «великої четвірки» бритпопу разом з Oasis, Blur і Pulp.
У 1996 році, після прийняття на роботу клавішника Ніла Кодлінга, Suede досягла більшого комерційного успіху з платівкою Coming Up. Альбом зайняв перше місце у Великій Британії та став найбільш продаваним альбомом Suede у всьому світі. Всупереч проблемам всередині гурту, четвертий альбом Suede, Head Music (1999), опинився на вершині британських чартів. Альбом активно рекламувався, після його випуску група отримала значне висвітлення в пресі, однак реакція шанувальників і критиків була менш схвальною, ніж на попередні записи. Кодлінг покинув гурт у 2001 році, посилаючись на синдром хронічної втоми, і його замінив Алекс Лі. П'ятий альбом гурту A New Morning (2002) став комерційним розчаруванням і наступного року група розпалася. Suede возз'єдналися у 2010 році для серії концертів. Через три роки після цього Suede випустили шостий альбом Bloodsports. Він був добре прийнятий критиками та повернув гурт у десятку кращих у Великій Британії. Сьомий альбом Night Thoughts вийшов у 2016 році та мав ще більший успіх, ніж попередні. У вересні 2018 року вийшов восьмий студійний альбом The Blue Hour. 

## Історія

### 1989–1991: Заснування та ранні роки
Бретт Андерсон і Джастін Фрішманн познайомилися в 1988 році під час навчання в Університетському коледжі Лондона і невдовзі стали зустрічатися. Разом із другом дитинства Андерсона Метом Османом вони вирішили, що мають ядро групи, і проводили години, граючи пісні Roxy Music, The Smiths, Девіда Бові та The Cure. Вирішивши, що ні Андерсон, ні Фрішман не мають гри на гітарі, гурт опублікував оголошення в NME про пошук гітариста. На прослуховування прийшов Бернард Батлер і згодом приєднався до гурту. Гурт зупинився на імені Suede. За відсутності барабанщика, спочатку використовували драм-машину. Переважно вони грали невеликі концерти в Камден-Тауні в Лондоні.
Першим проривом Suede стало їхнє друге демо Specially Suede, яке вони надіслали для участі в Demo Clash, радіошоу на Greater London Radio. "Wonderful Sometimes" вигравав Demo Clash п'ять тижнів поспіль протягом 1990 року, що призвело до підписання контракту на звукозапис із брайтонським інді-лейблом RML. Пісня з'явилася на касетній компіляції у квітні 1990 року, що було першим офіційним релізом Suede. Після серії концертів з ненадійною драм-машиною Suede вирішив найняти барабанщика на повну зайнятість. На цю роль претендували Джастін Уелч (він пішов у гурт Spitfire) та колишній барабанщик The Smiths Майк Джойс. Зрештою у червні 1990 року постійним барабанщиком став Саймон Гілберт.
Навесні 1991 року Андерсон і Фрішманн розійшлися, Фрішманн почала зустрічатися з фронтменом Blur Деймоном Алберном. Після виходу Фрішман характер групи змінився. Андерсон і Батлер стали близькими друзями та разом почали писати нові пісні. Однак, музика гурту не була схожою на музику інших лондонських гуртів того часу або американських гранж-гуртів. 
Протягом кінця 1991 і початку 1992 років Suede отримала низку схвальних згадок у музичній пресі, отримавши місця на шоу, організованих NME і на яких були присутні значні музичні діячі, такі як колишній вокаліст The Smiths Морріссі. 

### 1992–1993: Перший успіх
Побачивши виступ гурту на шоу NME в січні 1992 року, Сол Гальперн запропонував їм контракт зі своїм незалежним лейблом Nude Records. Suede підписала угоду з Nude у лютому 1992 року. 
Перший сингл гурту, «The Drowners», привернув увагу різким контрастом із вмираючою сценою Медчестера та американським звучанням гранжу того часу. "The Drowners" досяг 49 місця в UK Singles Chart у травні. У вересні 1992 року Suede випустили другий сингл «Metal Mickey», який досяг 17 місця в хіт-параді. Це був єдиний сингл Suede, який увійшов до топ-10 сучасного року США, досягнувши 7 місця. Незабаром після виходу "Metal Mickey" Suede підписали контракт з Nude/Sony. 
У лютому 1993 року Suede пройшли шлях від розрекламованої інді-групи до головних претендентів на чарти із третім синглом «Animal Nitrate», який увійшов до десятки кращих у Великій Британії. Сингл приніс їм в останню хвилину запрошення зіграти на церемонії Brit Awards того року.
Група увійшла в британські хіт-паради відразу на перше місце, з найбільшими початковими продажами дебютного альбому з часів альбому Welcome to the Pleasuredome гурту Frankie Goes to Hollywood десятиліттям раніше. За перший тиждень було продано понад 100 000 копій, а на другий день він став золотим. Його вітали як «найочікуваніший дебют з часів Never Mind The Bollocks від Sex Pistols». Альбом отримав премію Mercury Prize 1993 року. Гурт пожертвував усі £25,000 призових грошей Cancer Research. Це був єдиний альбом, випущений в США під назвою Suede, де він залишається найпопулярнішим релізом групи.
Після успіху альбому група активно гастролювала по Європі, отримавши широке висвітлення на MTV. У липні Suede дала благодійний концерт для Red Hot Organization в "The Grand" в Лондоні. Потім Suede підготувався до американського туру влітку 1993 року. Під час туру між Батлером та рештою гурту почала зростати напруженість. Напруга досягла піку в Лос-Анджелесі, коли Батлер зник під час саундчеку. Концерт тривав, але до кінця туру обидві сторони майже не розмовляли. Через смерть батька Батлера Suede передчасно скасували тур. Через позов лаунж-співака група припинила використовувати назву Suede в США. Для наступних релізів і виступів у Сполучених Штатах використовували назву "The London Suede". 

### 1994–1995: Вихід Батлера таDog Man Star
У лютому 1994 року група випустила окремий сингл "Stay Together", який досяг третього місця у Великій Британії. Сингл був підкріплений колекцією сильних бі-сайдів. Новий звук, однак, розколов групу. Після "Stay Together" Андерсон ізолювався в будинку в Хайгейті та почав писати пісні для наступного альбому. Саме в цей час Андерсон дистанціювався від того, що було названо «брит-поп-рухом». Такі групи, як Blur, Oasis і Pulp, почали домінувати на музичній сцені, тоді як Suede стали більш експериментальними та інтровертними. Між Батлером та Андерсоном посилювалося протистояння, яке тривало не лише у студії звукозапису, але й в медіа. Батлер залишив групу під час запису альбому.
На чолі з синглом «We Are the Pigs», другий альбом Suede Dog Man Star нарешті з'явився в жовтні 1994 року. Альбом був добре прийнятий критиками у Великій Британії, які схвально писали про новий експериментальний напрямок гурту. Він увійшов у британський чарт альбомів під номером 3, але швидко скотився вниз. Сингли з альбому недовго трималися в чартах, хоча вони все ще вважаються найкращими синглами Suede. Огляди в США були більш неоднозначними. Попри те, що в той час альбом не набув масового розголосу, протягом десятиліття і за його межами він постійно залишався у спадщині як один із рок-музики. У вересні 1994 року Suede оголосив, що новим гітаристом стане 17-річний Річард Оукс, який надіслав демо-запис до фан-клубу гурту. Першим офіційним виступом Оукса як учасника Suede була поява у відео «We Are the Pigs». Потім він написав у співавторстві з Suede першу музику, бі-сайди для синглу «New Generation», «Together» і «Bentswood Boys». Наприкінці 1994 та навесні 1995 Suede розпочали тривалий міжнародний тур, перш почати працювати над своїм третім альбомом. 

### 1996–2000: Новий склад і постійний успіх
Восени 1995 року до групи приєднався новий учасник Ніл Кодлінг, двоюрідний брат Гілберта, який грав на клавішних і другій гітарі. Його перша поява відбулася на концерті фан-клубу в Hanover Grand 27 січня 1996 року, який виявився одним з найважливіших концертів Suede. Короткий сет без пісень Батлера був добре сприйнятий критиками. Третій альбом Suede Coming Up був випущений у вересні 1996 року, і йому передував успішний головний сингл «Trash» у липні. Альбом став найбільшим мейнстримним успіхом гурту і ставши хітом у Європі, Азії та Канаді. Втім, Coming Up так і не здобув популярності в Америці. Альбом очолив британський чарт і став найбільш продаваним релізом гурту. Наступним релізом Suede був Sci-Fi Lullabies, збірка бі-сайдів, яка досягла дев'ятого місця в британському чарті альбомів.
До того часу, коли збірка була випущена в 1997 році, популярність бритпопу помітно зменшилася, і група вирішила розійтися зі своїм давнім продюсером Едом Буллером. Четвертий альбом Suede, Head Music, не викликав ентузіазму критиків і слухачів, як попередні записи, хоча знову підняв групу на перше місце в британському чарті альбомів. Альбом, наповнений синтезаторами, спродюсував Стів Осборн, який працював з Happy Mondays і New Order. Платівка активно рекламувалася, отримала підтримку критики з боку музичної преси Великої Британії, але люди, близькі до групи, мали відчуття, що все пішло не так. 
Наступні три сингли з альбому не увійшли до топ-10. Андерсон також привернув більше критики з боку шанувальників за обмежену лірику пісень. Найбільше уваги та критики отримав трек «Savoir Faire». Деякі критики вважали, що лірика альбому може бути пов'язана з тим, що Андерсон у той час вживав важкі наркотики — він згодом визнав залежність від креку. Suede виступила хедлайнером фестивалів у Роскіллі та V у липні та серпні 1999 року відповідно. У 2000 році в пресі ходили припущення, що Suede були на межі розпаду. Протягом 2000 року Suede відіграв лише один концерт в Рейк'явіку, Ісландія. 

### 2001–2003: Комерційне розчарування та розпад
Незабаром після виходу Head Music Nude Records фактично припинили своє існування. Як і багато хто з їхніх товаришів по лейблу, Suede підписали контракт із материнською компанією/дистриб’ютором Nude Sony, щоб записати п’ятий альбом гурту A New Morning. У період між випуском Head Music і A New Morning Suede написали і записали «Simon» як заголовну тему для фільму Far From China. Довга й неспокійна підготовка нового альбому призвела до того, що клавішник Кодлінг покинув групу, посилаючись на синдром хронічної втоми, і його замінив Алекс Лі, колишній учасник Strangelove. На концерті Лі грав на клавішних, другій гітарі, бек-вокалі та іноді на губній гармошці. Назва альбому, за словами Андерсона, посилалася на «свіжий початок, нову групу та новий свіжий світогляд» – співак був залежний від героїну та креку-кокаїну, що чинило все більш шкідливий вплив на його здоров’я. Андерсон стверджував, що A New Morning "був першим в історії альбомом Suede, на створення якого не вплинули наркотики".
Попри те, що гурт почав працювати з Тоні Хоффером, продюсером альбому був Стівен Стріт (The Smiths, Blur). Загалом, протягом двох років, витрачених на запис A New Morning, використано сім різних студій звукозапису та чотири продюсери, вартість яких оцінювалася приблизно в 1 мільйон фунтів стерлінгів. Альбом був комерційним розчаруванням, не потрапив у топ-20, і так і не був випущений в США. Реакція шанувальників була прохолодною. Було випущено лише два сингли, «Positivity» та «Obsessions», і жоден не потрапив у чарти. Андерсон та Осман в подальших інтерв’ю самі визнавали розчарування платівкою.
У вересні 2003 року Suede відіграла п'ять вечорів в Інституті сучасного мистецтва в Лондоні, щовечора присвячуючи одному зі своїх п'яти альбомів і програючи цілий альбом за ніч у хронологічному порядку, з бі-сайдами та раритетами на біс. У жовтні 2003 року Suede випустила другий збірник Singles і супровідний сингл "Attitude", який зайняв 14-е місце в чартах Великої Британії. Група розпочала роботу над наступним альбомом. Андерсон сказав, що «Більшість нового матеріалу є більш агресивним і менш пісенним, ніж A New Morning». Запланований альбом так і не був випущений.
5 листопада гурт оголосив, що в найближчому майбутньому не буде жодних проєктів під назвою Suede, фактично оголосивши про кінець гурту. Останній концерт Suede в лондонській Astoria 13 грудня 2003 року був шоу на 2,5 години, розділеним на дві частини. 

### 2010–2013: Возз’єднання та Bloodsports
Після чуток Сол Гальперн, керівник колишнього лейблу гурту Nude Records, офіційно оголосив 15 січня 2010 року, що Suede зіграє разовий концерт. Гурт грав у Королівському Альберт-голі в Лондоні в рамках шоу Teenage Cancer Trust 24 березня 2010 року. Андерсон описав шоу повернення як свій улюблений концерт і вершину своєї 20-річної кар'єри. Попри те, що концерт був оголошений як возз’єднання лише на одну ніч, Андерсон відмовився підтвердити, що група не буде продовжувати свою діяльність. Згодом група оголосила про дві «розминки» у Великій Британії перед шоу у Альберт-голі, у 100 Club в Лондоні та The Ritz у Манчестері. Ці три концерти були добре сприйняті критиками.
У серпні гурт виступав на фестивалі Skanderborg в Данії та Parkenfestivalen в Будо, Норвегія. У вересні група оголосила, що випустить The Best of Suede 1 листопада 2010 року. Компіляція з двох дисків, складена Андерсоном, складалася з 18 з 20 синглів групи на першому диску суміш альбомних треків і популярних бі-сайдів на другому диску. Незабаром після релізу Suede здійснили короткий європейський тур з кінця листопада по грудень, який охопив Іспанію, Францію, Бельгію, Швецію, Нідерланди та Німеччину. Гурт завершив тур 7 грудня на O2 Arena в Лондоні.
Після шоу в Лондоні Бретт підтвердив, що Suede мають настрій для нових виступів. У січні 2011 вони оголосили про виступ на SOS 4.8 Festival в Мурсії, Іспанія в травні. Інші фестивалі включали Blackberry's Live & Rockin' Festival в Джакарті, Індонезія в березні 2011 року; та фестиваль музики та мистецтв Coachella Valley у квітні 2011 року. Suede виступали на Latitude в Саффолку 17 липня 2011 року. Останній виступ відбувся на Берлінському фестивалі 9 вересня 2011 року, безпосередньо після азійського туру в серпні. У червні 2011 року, після успіху збірника, група випустила перероблені та розширені видання всіх п'яти студійних альбомів. Вони також виконали альбоми Suede, Dog Man Star і Coming Up в O2 Brixton Academy в Лондоні протягом трьох ночей 19, 20 і 21 травня 2011 року і в Olympia Theatre, Дублін, 24, 25 і 26 травня. 
Гурт розпочав тур Азією в кінці липня в Джисані, Південна Корея, і завершив на фестивалі Summer Sonic в Токіо, Японія, 14 серпня 2011 року. 
Suede розпочав запис нового альбому з Едом Буллером у 2012 році. 7 січня 2013 року група оголосила, що шостий студійний альбом Bloodsports буде випущений у березні. Оголошення супроводжувалося піснею "Barriers", доступну для безплатного завантаження. 4 лютого вони випустили перший за десять років сингл «It Starts and Ends with You». Bloodsports був добре прийнятий критиками та став їхнім найкращим альбомом після Coming Up 1996 року. 12 квітня Suede оголосили дати європейського туру. 

### 2014–2016: Night Thoughts
Наприкінці січня 2014 року Андерсон оголосив, що Suede працює над наступним альбомом. 7 вересня 2015 року група оголосила, що новий альбом Night Thoughts має вийти 22 січня 2016 року разом із повнометражним фільмом, знятим фотографом Роджером Сарджентом. 24 вересня вийшов перший сингл «Outsiders». 13 та 14 листопада гурт виконав альбом у повному обсязі в Лондонському раундхаусі. Альбом був випущений як окремий випуск на компакт-диску, як подвійний диск із фільмом на DVD та як обмежений тираж із компакт-диском, DVD та книгою. Андерсон відчув, що на відміну від попередніх альбомів, у групи вперше була свобода робити свою справу. Без тиску націлюватися на мейнстрім, гурт свідомо уникав написання будь-яких радіохітів. Night Thoughts був дуже добре прийнятий як шанувальниками, так і критиками. Після цього відбулася серія концертів у Великій Британії та Європі на підтримку релізу. 
30 березня 2014 року гурт знову виступив у рамках благодійної організації Teenage Cancer Trust у Королівському Альберт-Холі. Щоб відсвяткувати фактичну 20-ту річницю випуску альбому, Suede випустила обмежений тираж бокс-сету в жовтні 2014 року. Подібне перевидання до 20-ї річниці було випущено для Coming Up у вересні 2016 року.

### 2018–2020: The Blue Hour
У квітні 2018 року Suede оголосили про майбутній восьмий студійний альбом The Blue Hour, який пізніше вийшов 21 вересня 2018 року. Кліп на пісню Life Is Golden гурт знімав у Прип'яті. Новий тур розпочався 29 вересня в Берліні та завершився 13 жовтня на Eventim Apollo в Лондоні. Останнє шоу було додано до туру 14 жовтня в театрі Bord Gáis Energy в Дубліні. 5 червня 2018 року група поділилася першим синглом з альбому «The Invisibles» із супровідним відео. З альбому було випущено п’ять синглів, останній сингл «Wastelands» вийшов 29 жовтня. Альбом сприйнятий загалом прихильно і став їхнім альбомом з найвищим рейтингом з часів Head Music у 1999 році. Suede оголосили про перше шоу 2019 року як хедлайнери на Pennfest, в Пенні, Бакінгемширі. У листопаді 2018 року група випустила документальний фільм під назвою Suede — The Insatiable Ones режисера Майка Крісті. Повнометражний документальний фільм досліджує злети та падіння кар’єри Suede, з безпрецедентним доступом, новими інтерв’ю та небаченими кадрами з архіву. Він показаний як частина «Suede Night» 24 листопада на Sky Arts разом із концертом повернення групи у 2010 році в Королівському Альберт-голі. 10 грудня гурт оголосив нові дати в рамках туру по Великій Британії 2019 року. 

### 2020–дотепер: Новий альбом
У листопаді 2020 року на офіційній сторінці Suede у Facebook було повідомлено, що йде запис нового альбому. В інтерв’ю BBC Андерсон припустив, що платівка буде «неприємною, брутальною та короткою». 9 липня 2021 року Music Week повідомили, що Suede підписали контракт з лейблом BMG для випуску наступного альбому, хоча дати випуску не було підтверджено.

## Спадщина та вплив
Значна частина спадщини Suede полягає в тому, що вони започаткували бритпоп сцену, яка врешті-решт затьмарила власні досягнення гурту у свідомості громадськості. Алексіс Петрідіс написав у 2005 році: «У наші дні рок-історики схильні описувати успіх Suede як своєрідну закуску перед приголомшливою появою основної страви бритпопа».
У березневій статті 1993 року в The Independent писалося, що «Suede викликала більше галасу, ніж будь-хто з часів The Smiths чи, можливо, навіть Sex Pistols. Огляди поетичні, напівбожевільні; вони виражають майже ласий захват журналістів, жадібних до чогось, багато хто вважає Suede першим британським гуртом, який увірвався в мейнстрім із нової хвилі альтернативного року 90-х років. Завдяки глем-року та музичним відтінкам міської Британії, Suede проклала шлях для таких груп, як Oasis, Blur і Pulp, що увійшли в британський мейнстрім. Вони вплинули на повернення творчого імпульсу англійської гітарної музики на сцену, де дедалі більше домінували медчестер, гранж і шугейз. Навіть за межами своїх власних берегів американський менеджер хеві-металістів Ерік Грайф заявив, що Suede «по-новому винайшов і переупакував глем у творчий спосіб, і наскільки це було освіжаюче як контрапункт похмурому гранжу того часу».
Багато виконавців визнали, що група вплинула на їхню творчість. Келе Окереке, соліст лондонського гурту Bloc Party, сказав, що почав створювати музику завдяки альбому Suede Dog Man Star, і назвав його «першою платівкою, в яку [він] закохався». Кейт Джексон, співачка англійської інді-рок-групи The Long Blondes, розказала в інтерв'ю про любов до Suede. Крістофер Оуенс з каліфорнійської інді-поп-групи Girls назвав Suede одним із головних впливів на нього, а його вокальний стиль порівнюють зі стилем Андерсона. Гурт також вплинув на такі групи, як Sons and Daughters, Dum Dum Girls і Drowners, які отримали назви від пісень Suede з такою ж назвою. Канадська рок-група Destroyer назвала свій альбом 2017 року ken на честь оригінальної назви "The Wild Ones".
Крім того, на пісні Suede виконували кавер-версії. «My Insatiable One» був виконаний Морріссі під час його туру у 1992 році. «The Drowners» записаний Manic Street Preachers як бі-сайд. «Animal Nitrate» був кавер-версією Libertines під час їхнього туру у 2015 році: кавер-версію тієї ж пісні записав Basement для EP Further Sky. «Beautiful Ones» була записана Кім Уайльд на її кавер-альбомі Snapshots у 2011 році. Apoptygma Berzerk записали кавер-версію "Trash" на свій альбом Rocket Science.

## Учасники

### Поточні учасники
Бретт Андерсон — вокал, тамбурін (1989–2003, 2010 – дотепер)
Мат Осман – бас (1989–2003, 2010 – дотепер)
Саймон Гілберт — ударні (1991–2003, 2010 – дотепер)
Річард Оукс — гітари (1994–2003, 2010 – теперішній час), бек-вокал (2002–2003)
Ніл Кодлінг — клавішні, синтезатори, фортепіано, гітара, бек-вокал (1995–2001, 2010 – дотепер)

### Колишні учасники
Джастін Фрішманн — гітари (1989–1991)
Бернард Батлер — гітари, клавішні, фортепіано (1989–1994)
Алекс Лі — клавішні, фортепіано, гітара, губна гармоніка, бек-вокал (1999 (гастрольний учасник), 2001–2003)

## Дискографія

### Студійні альбоми
- Suede (1993)
- Dog Man Star (1994)
- Coming Up (1996)
- Head Music (1999)
- A New Morning (2002)
- Bloodsports (2013)
- Night Thoughts (2016)
- The Blue Hour (2018)
- Autofiction (2022)
- Antidepressants (2025)

### Збірники
- Sci-Fi Lullabies (1997)
- Singles (2003)
- See You in the Next Life… (2004)
- The Best of Suede (2010)
- Beautiful Ones – An Introduction to Suede (2016)
- Beautiful Ones: The Best of Suede 1992 – 2018 (2020)

### Живі альбоми
- Live in London (2010)
- Royal Albert Hall, 24 March 2010 (2012)
- European Tour Live – O2 Academy, Leeds (2013)
- European Tour Live – Ancienne Belgique, Brussels (2013)
- Dog Man Star. 20th Anniversary Live. Royal Albert Hall (2015)